# Graham B. Purcell

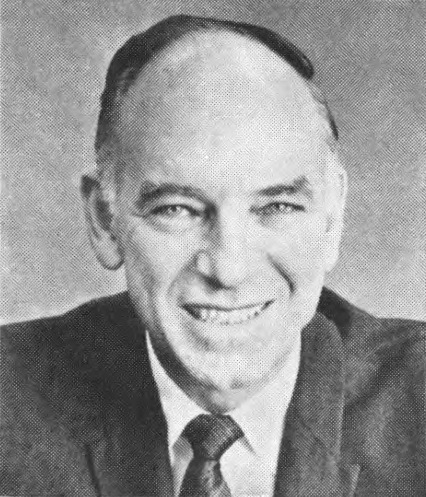
Graham B. Purcell (1969)

Graham Boynton Purcell Jr. (* 5. Mai 1919 in Archer City, Texas; † 11. Juni 2011 in Wichita Falls, Texas) war ein US-amerikanischer Politiker. Zwischen 1963 und 1973 vertrat er den Bundesstaat Texas im US-Repräsentantenhaus.

## Werdegang
Graham Purcell besuchte die öffentlichen Schulen seiner Heimat. Während des  
Zweiten Weltkrieges diente er zwischen 1941 und 1946 in der United States Army. Später gehörte er deren Reserve an. Nach dem Krieg setzte Purcell seine Ausbildung am Texas A&M College fort. Nach einem anschließenden Jurastudium an der Baylor University in Waco und seiner 1949 erfolgten Zulassung als Rechtsanwalt begann er in diesem Beruf zu arbeiten. Zwischen 1955 und 1962 fungierte er als Richter im 89. Gerichtsbezirk seines Staates. Gleichzeitig schlug er als Mitglied der Demokratischen Partei eine politische Laufbahn ein.
In den Jahren 1960 und 1964 war Purcell Delegierter zu den jeweiligen Democratic National Conventions, auf denen John F. Kennedy bzw. Lyndon B. Johnson als Präsidentschaftskandidaten nominiert wurden. Nach dem Rücktritt des Abgeordneten Frank N. Ikard wurde er bei der fälligen Nachwahl für den 13. Sitz von Texas als dessen Nachfolger in das US-Repräsentantenhaus in Washington, D.C. gewählt, wo er am 27. Januar 1962 sein neues Mandat antrat. Nach sechs Wiederwahlen konnte er bis zum 3. Januar 1973 im Kongress verbleiben. Diese Zeit war von den Ereignissen des Vietnamkrieges und der Bürgerrechtsbewegung bestimmt. Nach einer Umstrukturierung der Wahlbezirke zu seinen Ungunsten wurde er im Jahr 1972 nicht wiedergewählt.
Nach dem Ende seiner Zeit im US-Repräsentantenhaus zog sich Graham Purcell aus der Politik zurück. Er starb am 11. Juni 2011 in Wichita Falls.